# 차찬텡

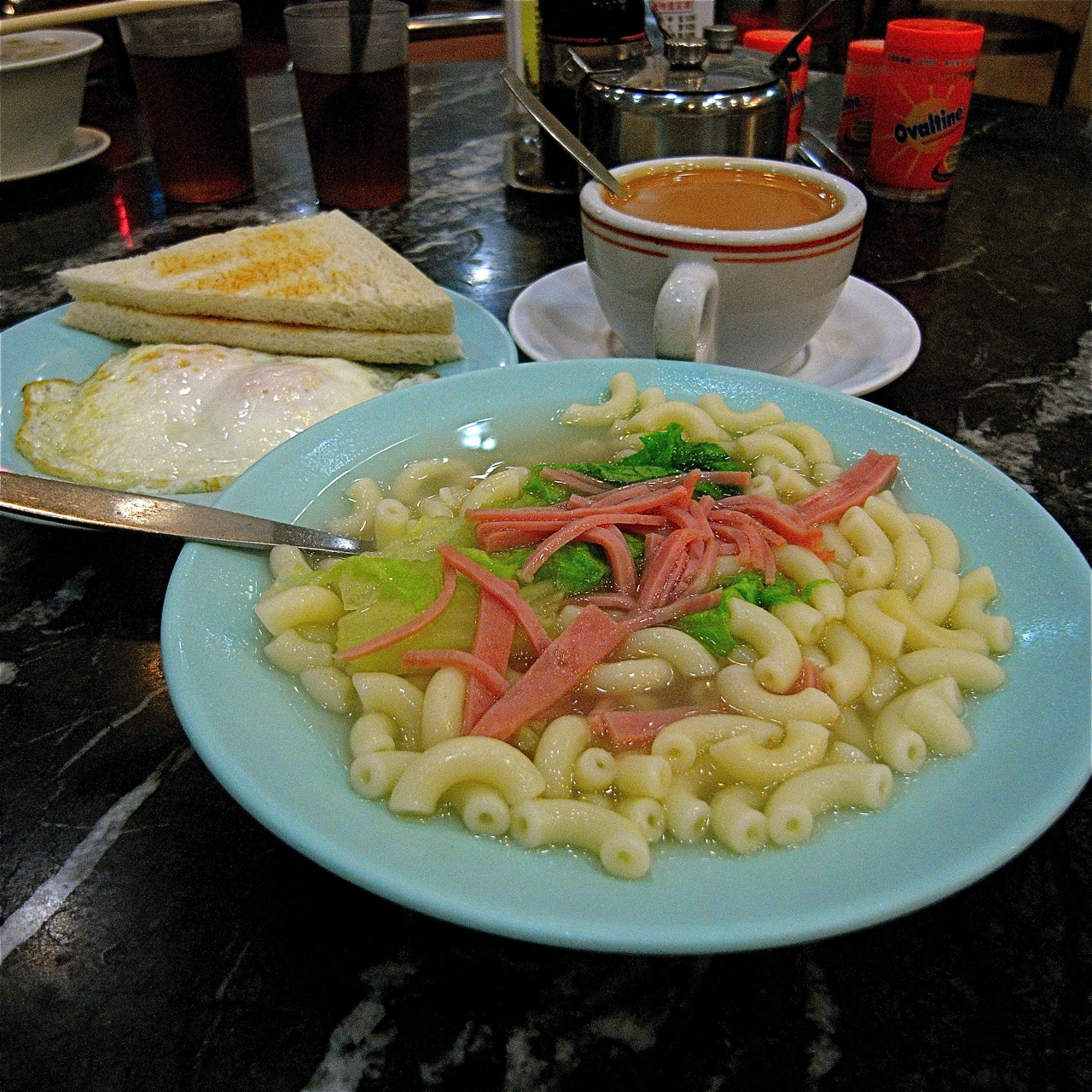
차찬텡에서 흔한 메뉴들 중 하나인 마카로니 수프

차찬텡(茶餐廳)은 홍콩에서 유래한 식당의 한 종류로 홍콩, 마카오, 광둥성에서 흔히 발견된다. 1980년대에 홍콩인들이 외국으로 많이 이민을 갔기 때문에 미국, 영국, 캐나다, 호주 같은 서구권 국가에서의 주요 중국인 공동체에서도 많이 들어섰다. 차찬텡은 홍콩 요리와 홍콩식 서양 음식들을 포함한 절충적이고 적절한 메뉴들로 알려져 있다.

## 역사
1850년대 이래 홍콩에서 양식은 특권 상류층에게만 한정되고 노동자 계층 대부분이 경제적으로 접근할 수 없던 고급 식당에서만 제공됐다. 1920년대에 양식당에서의 식사비용은 10불까지 이르렀는데 현지 노동자들의 한 달 수입은 15-50불이었다. 제2차 세계 대전 이후 홍콩 문화는 영국 문화의 영향을 받았고 지역민들은 우유를 차에 추가하고 케이크를 먹기 시작했다. 몇몇 홍콩인들은 지역민들을 겨냥한 차찬텡을 개업했다. 굉장한 저가로 제공되는 다양한 종류의 광동-서양요리들은 ‘저렴한 양식’ 혹은 ‘간장양식’으로 간주됐다.
1950년대와 1960년대에는 과거에 상대적으로 수입이 적었던 서민들의 소득이 오름에 따라 그러한 ‘양식’에 대한 접근성이 높아짐으로써 차찬텡이 확산됐다. 이 시기에 ‘간장양식 식당’ 내지는 빙삿(冰室)이 홍콩-서양 음식의 높은 수요를 충족키 위해 차찬텡으로 전환됐다.
최근 차찬텡 운영은 홍콩 경제와 사회의 성장에 적응해왔다. 1997년 아시아 금융 위기 때 차찬텡은 대중들에게 최저가 음식을 제공하며 홍콩에서 더 인기를 얻었다.
과거에는 차찬텡 업소 대부분은 손님들의 흡연을 허용했고 종업원들도 일을 하며 흡연을 했으나 2007년 1월 1일 자로 홍콩의 법은 실내 식당에서의 흡연을 금지시켰다.

## 이름
말 그대로 표현하면 ‘차 식당’을 뜻하는 차찬텡이라는 이름은 차 대신 물을 손님에게 내오는 양식당과 구별하기 위한 용어다. 차찬텡이라는 표현에서의 '차'는 홍차 혹은 밀크티나 아이스 레몬 차 같은 '차 음료'를 일컫는데 이러한 음료들은 많은 차찬텡에서 제공된다.
홀릭스 같은 유제품도 제공된다.

## 같이 보기
- 얌차